# Pimelia bipunctata
Pimelia bipunctata es una especie de escarabajo del género Pimelia, tribu Pimeliini, familia Tenebrionidae. Fue descrita científicamente por Fabricius en 1781.
Se mantiene activa durante los meses de marzo, abril, mayo, junio, julio, agosto, septiembre, octubre y diciembre.

## Distribución
Se distribuye por Italia, Francia, España, Austria y Bélgica.